# 阮叔會
阮叔會（越南语：／；1883年—？年），原名阮文通（越南语：／），越南阮朝官員。

## 生平
阮叔會是承天府香茶縣香芹總清涼社（今屬承天順化省香茶市社香春坊清涼村）人，嗣德三十六年（1883年）出生。維新三年（1909年），參加承天場鄉試，考中舉人。次年（1910年），會試中格，庭試考中副榜。後任慶和督學。